# Troglodytes ochraceus
Troglodytes ochraceus е вид птица от семейство Troglodytidae.

## Разпространение
Видът е разпространен в Коста Рика и Панама.